# Hermano Pedro de San José de Betancurt
Sveti Hermano Pedro de San José de Betancurt, španski raziskovalec in svetnik, * 21. marec 1626, † 25. april 1667.
Beatifikacija je bila končana 22. junija 1980 in kanoniziran je bil 30. julija 2002. To je prvi svetnik iz Kanarskih otokov.